# Nomina Anatomica
De Nomina Anatomica was een lijst met officiële anatomische begrippen, voor het eerst uitgegeven in 1895 door de Nomenclatur-Kommission der anatomischen Gesellschaft onder redactie van Wilhelm His. Na deze eerste uitgave, bekend geworden onder de naam Baseliensia Nomina Anatomica (BNA), verschenen er tal van herzieningen, tot het in 1998 werd vervangen door de Terminologia Anatomica (TA), uitgegeven door de Federative Committee on Anatomical Terminology en de International Federation of Associations of Anatomists. Het hoofddoel van deze publicaties is dat "artsen en wetenschappers over de gehele wereld dezelfde naam voor dezelfde anatomische structuur gebruiken."
De lijst met ontleedkundige begrippen is van begin af aan opgesteld in het Latijn en wordt sinds de Terminologia Anatomica, 1998, vergezeld door een kolom met equivalente Engelse anatomische begrippen. Het staat ieder land vrij om in de eigen landstaal de Latijnse begrippen te vertalen. Ook bij de laatste versie moet uitgegaan worden van de lijst met de Latijnse en niet van de lijst met Engelse ontleedkundige namen als basis voor de vertaling. In Nederland worden veel begrippen in hun Latijnse vorm met de daarbij behorende Latijnse grammatica gebruikt, terwijl in Engelstalige kringen een verengelste vorm van de Latijnse benamingen wordt gebruikt.

## Basiliensia Nomina Anatomica

### Overleg
Voorafgaand aan de uiteindelijke lijst zoals deze werd goedgekeurd door de Nomenclatur-Kommission der anatomischen Gesellschaft in 1895 in Basel vonden er verscheidene bijeenkomsten plaats, beginnend in 1887 in Leipzig. Verscheidene invloedrijke anatomen zoals Hertwig, Wilhelm His, Kölliker, Schwalbe, Toldt, Waldeyer, Henle en von Bardeleben namen deel aan de besprekingen. Hun eerste verdienste was het terugbrengen van het grote aantal namen (circa 50.000) dat circuleerde voor de anatomische structuren. Zij constateerden dat door het veelvoud van termen sprake was van 'anarchie' bij zowel docenten als studenten en dat vereenvoudiging hoogst noodzakelijk was. Zij brachten de overvloed terug tot een lijst van 4500 namen.

### Richtlijnen
Bij het opstellen van de lijst met ontleedkundige namen stelden zij de volgende richtlijnen op:
1. Elk onderdeel hoort slechts één naam te krijgen;
2. Alle namen moeten opgesteld zijn in het Latijn;
3. De anatomische begrippen moeten grammaticaal juist gevormd zijn;
4. De uitdrukkingen moeten kort en eenvoudig zijn;
5. De namen moeten dienen als geheugensteun en geen volledige beschrijvingen zijn;
6. Verwante uitdrukkingen moeten zo gelijk mogelijk gevormd worden. Bijvoorbeeld, femur, arteria femoralis, vena femoralis, nervus femoralis;
7. Bijvoeglijke naamwoorden worden bij voorkeur zij aan zij gebruikt met hun antoniem, bijvoorbeeld dexter/sinister, major/minor, superficialis/profundus.

Daarbij richtte de Nomenclatur-Kommission zich enkel op de macroscopische en niet de microscopische anatomie.

### Indeling
De ontleedkundige begrippen werden in de Basiliensia Nomina Anatomica onderverdeeld in een aantal hoofdgebieden, zoals osteologie (beenderleer), syndesmologie (leer van de ligamenten), myologie (leer van de spieren), splanchnologie (leer van de ingewanden), angiologie (leer van de bloed- en lymfevaten) en neurologie (zenuwleer).

### Ontvangst
Al vond de Basiliensia Nomina Anatomica in verscheidene landen zoals Nederland ingang, de lijst werd niet internationaal aanvaard. Mogelijke verklaringen voor de beperkte verspreiding zou de onoverzichtelijke indeling naar hoofdgebieden kunnen zijn en het feit dat de uitgebreide onderbouwing voor naamgeving en indeling alleen beschikbaar was in het Duits.

## Ienaiensia Nomina Anatomica
In 1935 werd in Jena de herziening van de Nomina Anatomica aangenomen door het Anatomische Gesellschaft, aangeduid met de Ienaiensia Nomina Anatomica (INA). Twintig jaar na goedkeuring van de eerste lijst meldde Chancey Eygleshyme dat verscheidene anatomen benadrukten dat de termen ook toepasbaar zouden moeten zijn binnen de vergelijkende anatomie. De uiteindelijke lijst bevatte ontleedkundige begrippen die niet zoals de Basiliensia Nomina Anatomica uitgingen van de rechtopstaande positie van de mens, maar van de positie van de viervoeter. Daarnaast werden mogelijk taalkundig onjuiste vormen verbeterd naar aanleiding van de voorstellen van Hermann Triepel.

### Ontvangst
De grote wijzigingen van de Ienaiensia Nomina Anatomica ten opzichte van de voorgaande versie, het feit dat andere anatomenverenigingen zoals de Anatomical Society of Great Brittain and Ireland en de genootschappen uit Japan en de Verenigde Staten met eigen lijsten met ontleedkundige begrippen kwamen en het ongelukkige tijdstip tijdens de hoogtijdagen van het fascisme zou de algemene aanvaarding van de Ienaiensia Nomina Anatomica geen goed hebben gedaan.

## Parisiensia Nomina Anatomica en verder
In 1955 werd de opvolger goedgekeurd door de International Anatomical Nomenclature Committee (IANC) in Parijs, met de naam Parisiensia Nomina Anatomica (PNA). Deze versie keerde weer grotendeels terug naar de oorspronkelijke lijst van de Basiliensia Nomina Anatomica uit 1895 en verliet de viervoeterpositie uit de Ienaiensia Nomina Anatomica uit 1935. De opeenvolgende herziene versies zouden bekend blijven onder de algemene naam Nomina Anatomica met zes achtereenvolgende uitgaven (laatste 1989), met de Parisiensia Nomina Anatomica als ‘eerste’ Nomina Anatomica.

### Richtlijnen
In de Nomina Anatomica uit 1955 en verdere uitgaven worden naast de richtlijnen uit de Basiliensia Nomina Anatomica de volgende richtlijnen gesteld:
1. Begrippen uit de Basiliensia Nomina Anatomica moeten zo veel mogelijk, zonder grote veranderingen door te voeren, aanvaard worden;
2. Er moeten geen veranderingen doorgevoerd worden in bekende begrippen vanuit slechts etymologische (of pedante) redenen;
3. Het gebruik van eponiemen moet vermeden worden;
4. Het benoemen van tal van kleine structuren, zeker van die waarvan het bestaan nog onbevestigd is, moet vermeden worden;
5. Alle tweeklanken moeten teruggebracht worden naar hun overeenkomstige eenklank, bijvoorbeeld, aequator→equator, taenia→tenia, oesophagus→esophagus, caecum→cecum;
6. Koppeltekens tussen klinkers in het midden van een woord en onnodige andere koppeltekens moeten verwijderd worden.

Daarnaast trachtte men vanaf de Nomina Anatomica uit 1966 de uitdrukkingen met een tweede naamval zo goed mogelijk te vervangen door uitdrukkingen bestaande uit een zelfstandig naamwoord met een bijvoeglijk naamwoord, zodat het Latijn (in feite Neolatijn) van de Nomina Anatomica meer lijkt op het Engels en de Romaanse talen en zo ook goed te begrijpen is voor de niet-classicus. Ondank de opmerking dat een aantal grammaticale fouten zijn verbeterd mag het opvallend genoemd worden dat de richtlijn ‘De anatomische begrippen moeten grammaticaal juist gevormd zijn’ niet meer expliciet genoemd wordt. Daarnaast is de aanpassing van het Latijn bijzonder (aanpassing van de woorden/uitdrukkingen met tweeklanken en/of genitivi) om het Latijn meer te laten lijken op het Engels of de Romaanse talen.

### Ontvangst
De Parisiensia Nomina Anatomica en de opvolgers kenden in Nederland een goede verspreiding. Tal van woordenboeken namen de begrippen op waarbij het Nederlands Tijdschrift voor Geneeskunde de lijst als richtlijn stelde voor de aangeleverde kopij. Op het taalkundige vlak is er vaak bezwaar gemaakt tegen het verengelsen van het Latijn. Daarnaast zijn er toch tal van uitdrukkingen die geplaagd worden door verkeerde vormen van de genitivus, onjuist hoofdlettergebruik, vreemd gebruik van het koppelteken, onjuist gebruik van accenten.

## Terminologia Anatomica
De ‘zesde’ uitgave van de Nomina Anatomica in 1989 opgesteld door de International Anatomical Nomenclature Committee (IANC) werd echter niet goedgekeurd door de International Federation of Associations of Anatomists. Er werd na de publicatie een nieuwe naamgevingscommissie opgericht, namelijk de Federative Committee on Anatomical Terminology die de ‘vijfde’ uitgave van de Nomina Anatomica uit 1983 (en niet uit 1989) als basis nam voor herziening van de anatomische nomenclatuur en uitbreidde met een aantal nieuwe termen.

### Ontvangst
Veel werken, zoals woordenboeken en tijdschriften, nemen de naamgeving van de Terminologia Anatomica over.